# 台湾の断層一覧

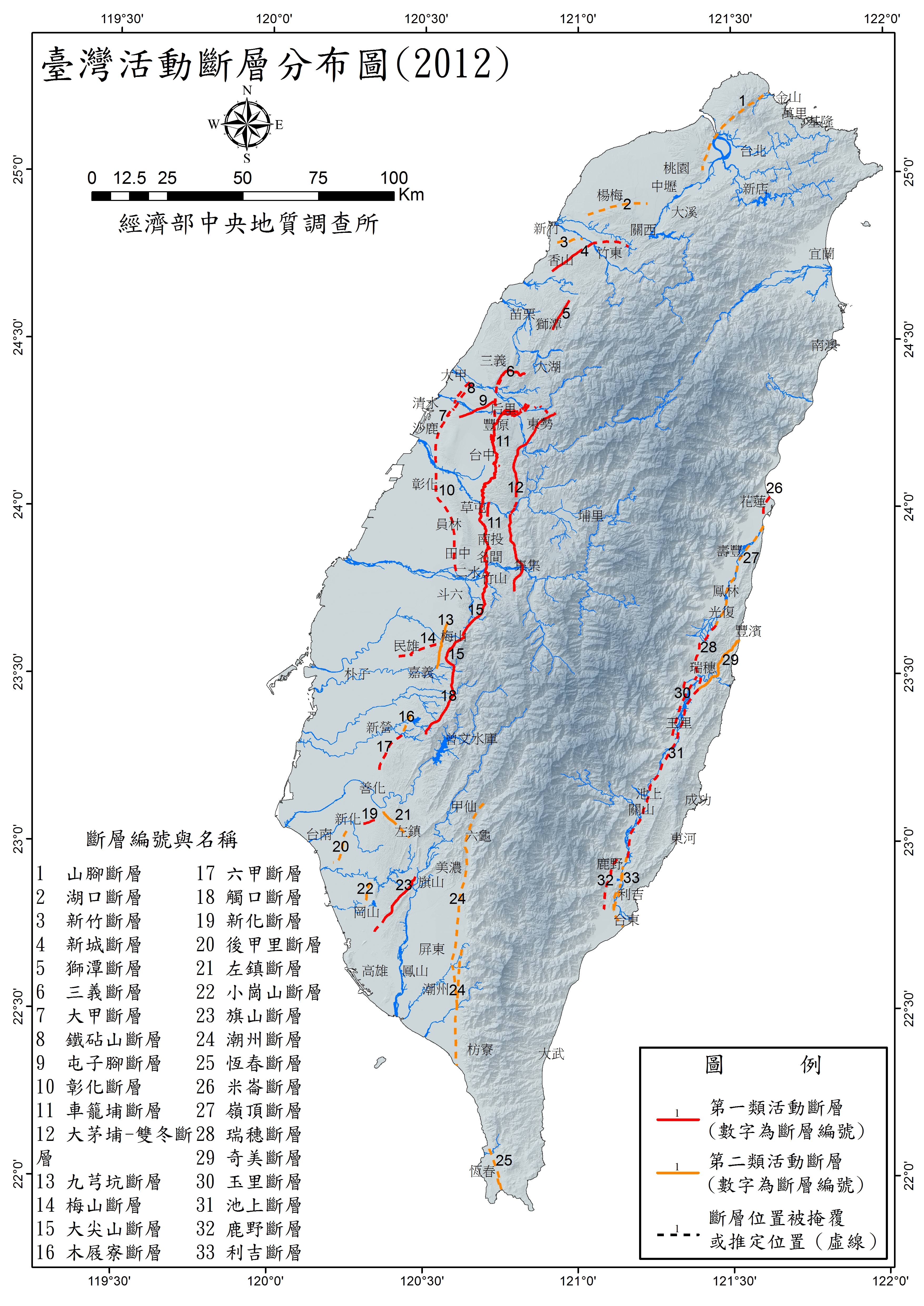
中華民国経済部中央地質調査所による2012年版台湾活断層分布図

台湾の断層一覧は、中華民国経済部中央地質調査所による2012年版の台湾の33の活断層の一覧である。
- 1.山腳断層（中国語版）
- 2.湖口断層（中国語版）
- 3.新竹断層（中国語版）
- 4.新城断層（中国語版）
- 5.獅潭断層（中国語版）
- 6.三義断層（中国語版）
- 7.大甲断層（中国語版）
- 8.鉄砧山断層（中国語版）
- 9.屯子腳断層（中国語版）
- 10.彰化断層（中国語版）
- 11.車籠埔断層
- 12.大茅埔－双冬断層（中国語版）
- 13.九芎坑断層（中国語版）
- 14.梅山断層（中国語版）
- 15.大尖山断層（中国語版）
- 16.木屐寮断層（中国語版）
- 17.六甲断層
- 18.触口断層（中国語版）
- 19.新化断層（中国語版）
- 20.後甲里断層（中国語版）
- 21.左鎮断層（中国語版）
- 22.小岡山断層（中国語版）
- 23.旗山断層（中国語版）
- 24.潮州断層（中国語版）
- 25.恆春断層（中国語版）
- 26.米崙断層（中国語版）
- 27.嶺頂断層（中国語版）
- 28.瑞穂断層（中国語版）
- 29.奇美断層（中国語版）
- 30.玉里断層（中国語版）
- 31.池上断層（中国語版）
- 32.鹿野断層（zh:鹿野斷層）
- 33.利吉断層（中国語版）